# Ultraman (Triathlon)

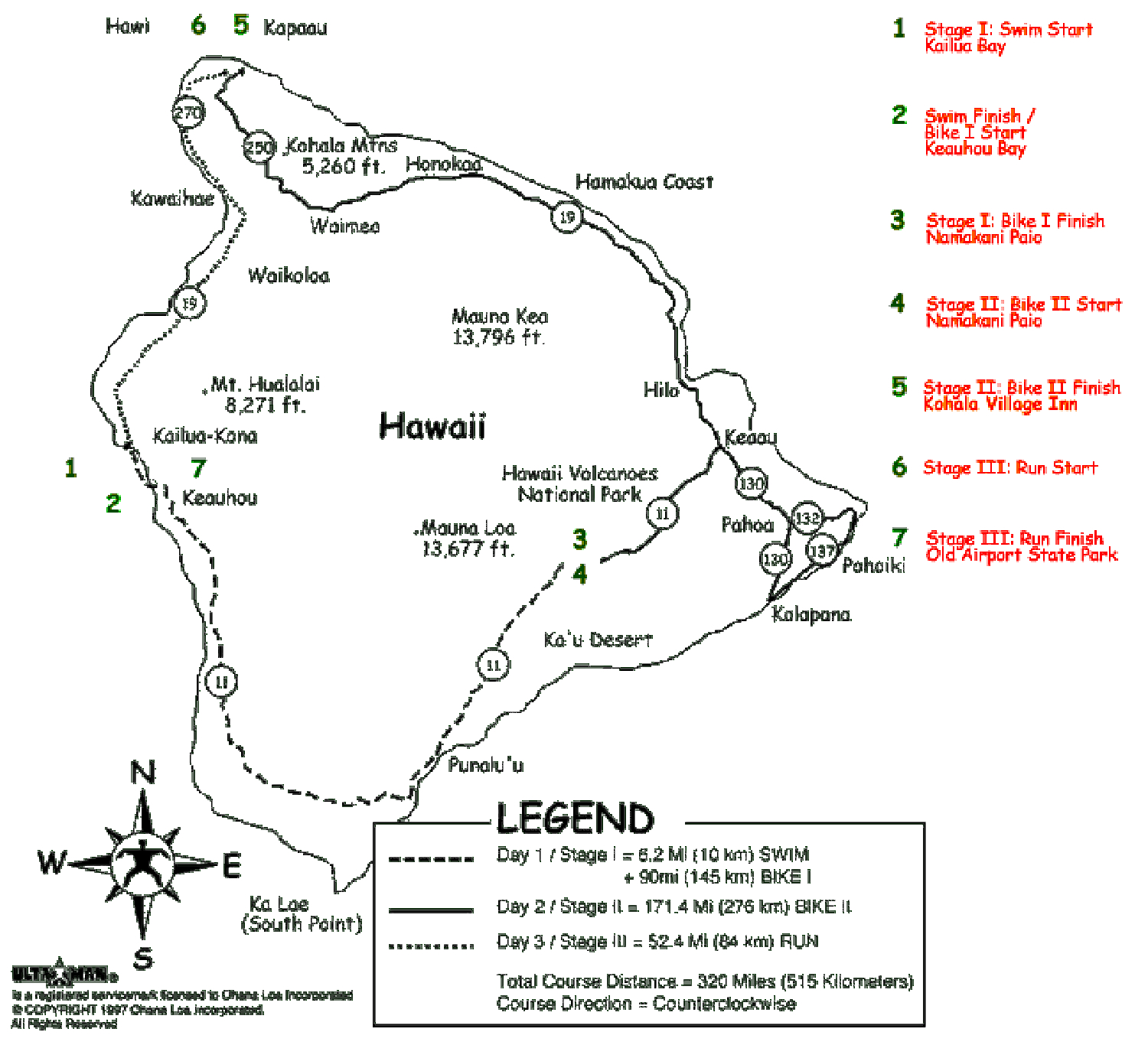
Streckenverlauf des Hawaii-Ultraman

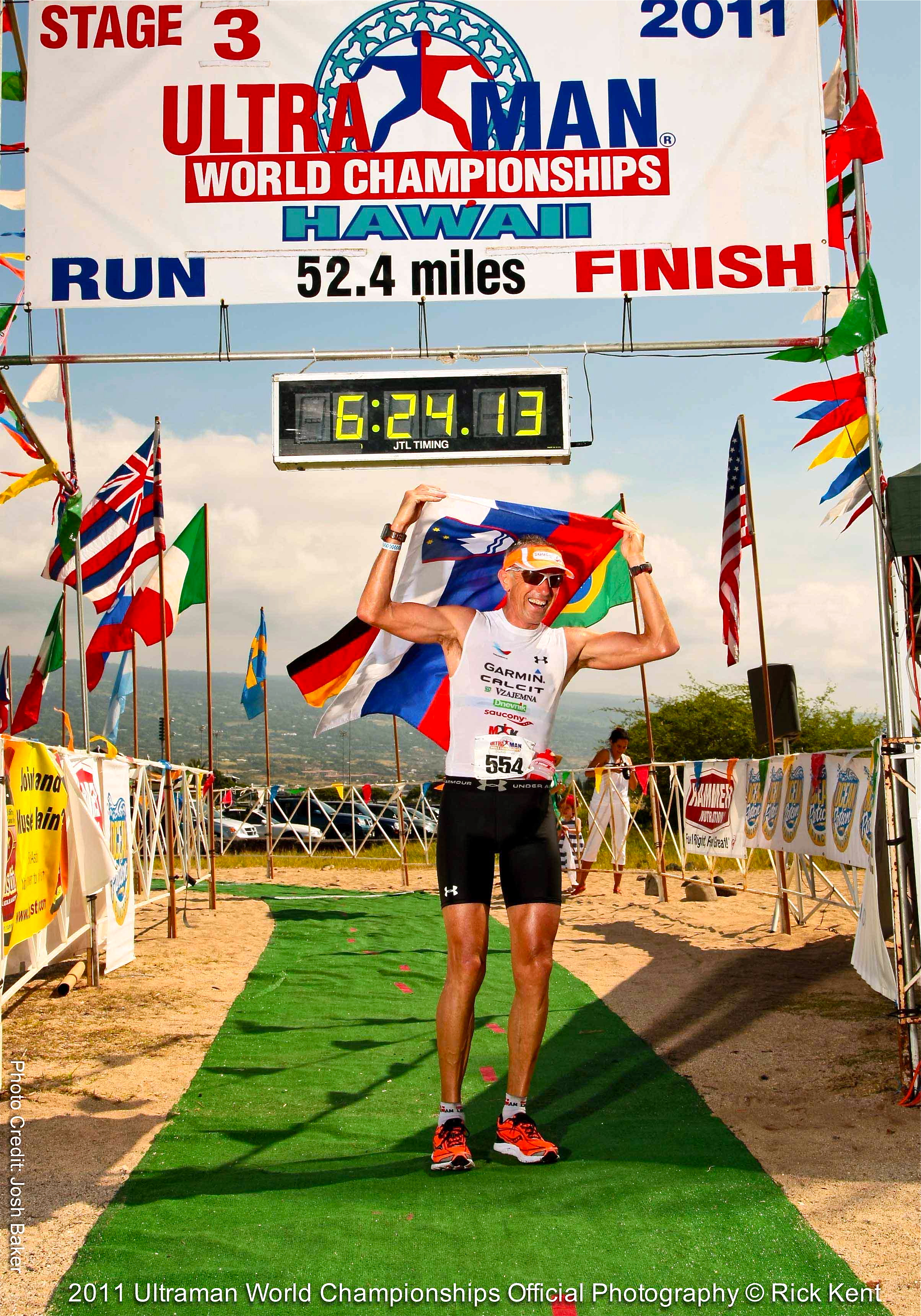
Ziel des Ultraman Hawaii (2011)

Ultraman (Triathlon) ist eine besonders lange Variante des Triathlons, wobei die zurückzulegenden Distanzen die des einfachen Ironman deutlich übersteigen. Ein Ultraman besteht aus 10 km Schwimmen, 421 km Radfahren und 84 km Laufen, wobei letzteres einem Doppel-Marathon entspricht.

## Organisation
Ein Ultraman wird an drei Tagen veranstaltet. Am ersten Tag findet das Schwimmen sowie die ersten 145 Kilometer des Radfahrens statt, wobei zwischen diesen beiden Disziplinen wie beim Triathlon üblich keine Pause eingelegt wird. Am zweiten Tag wird dann die restliche Radfahrwegstrecke zurückgelegt. Der Wettkampf endet schließlich am dritten Tag mit dem Doppelmarathon. Um einen Ultraman abzuschließen, benötigen heutige Spitzenklasseathleten knapp 24 Stunden.

## Bekannte Wettbewerbe
Seit 1983 finden mit dem Ultraman Hawaii jährlich die Ultraman-Weltmeisterschaften statt – mit einem auf 40 Teilnehmer limitierten Starterfeld, welche eigens dafür eingeladen werden.
Seit 2010 wird der Rekord bei den Ultraman World Championships von Amber Monforte gehalten mit 24:07:11 Stunden.
Beim Ultraman Florida 2020 stellte die US-Amerikanerin Dede Griesbauer im Februar mit ihrer Siegerzeit von 22:48:31 Stunden einen neuen Rekord bei den Frauen ein.
Beim Ultraman „Ultra Czech 515“ stellte Petr Vabroušek 2020 mit der Siegerzeit von 20:56:15 Stunden einen neuen Weltrekord auf.
Neben dem Hawaii-Wettbewerb ist noch der Ultraman in Kanada von Bedeutung, der das erste Mal 1993 ausgetragen wurde. Heute wird dieses Rennen als „Ultra 515“ ausgetragen, wie die anderen Rennen dieser Rennserie (über dieselben Distanzen) in Brasilien, Kanada, Texas, Mexiko oder Spanien (Mallorca) und Tschechien (Ultra Czech 515).
Im Vereinigten Königreich wurde ein Ultraman in Wales von 2011 bis 2013 ausgetragen.